# الکساندر ویلیامز
الکساندر ویلیامز (انگلیسی: Edward Alexander Wilmot Williams؛ ۸ ژوئن ۱۹۱۰ – ۲ نوامبر ۱۹۹۴) فرد نظامی اهل بریتانیا بود. وی همچنین برندهٔ جوایزی همچون صلیب نظامی شده‌است.